# Nebulossa
Nebulossa — іспанський електропоп-дует з Ондари, до складу якого входять співачка Марія «Мері» Бас та клавішник і продюсер Марк Дасуза. Переможці Benidorm Fest 2024 з піснею «Zorra» та представники Іспанії на Пісенному конкурсі Євробачення 2024 в Мальме, Швеція.

## Життєпис і кар'єра
Дует Nebulossa утворився у 2018 році. Назва гурту натякає на туманність (nebulosa), оскільки під час подорожі до Порт-Ейне Бас і Дасуза відвідали астрономічну обсерваторію, де постійно згадувалася туманність. Подвійне S є символічним посиланням на валенсійську мову, тому що те, як це слово вимовляється іспанською мовою, у валенсійській писалося б з подвійним S.
У 2022 році як тріо разом з Офелією Алібрандо, вони брали участь у Una voce per San Marino, попередньому відборі Сан-Марино на Пісенний конкурс Євробачення 2023, але не пройшли етап прослуховування. Згодом Nebulossa взяли участь у Benidorm Fest 2024, іспанському відборі на Євробачення 2024, із піснею «Zorra». Вони посіли перше місце у своєму півфіналі, пройшовши кваліфікацію до фіналу, який у підсумку виграли й здобули право представляти Іспанію на конкурсі.

### Особисте життя
Бас і Дасуза одружені вже більше 20 років. Разом вони мають двох дітей.